# Sulawesimarkduva
Sulawesimarkduva (Gallicolumba tristigmata) är en fågel i familjen duvor inom ordningen duvfåglar.

## Utseende och läte
Sulawesimarkduvan är en satt och kortstjärtad duva. Huvudteckningen är karakteristisk, med gul panna, grön nacke och vinrött halsband. Den är vidare mörkbrun på rygg och vingar. Även stjärten är mörkbrun, med grå yttre stjärtpennor. Undersidan är gråakktig, på bröstet med gul anstrykning. Ungfågeln är brunare, med rostfärgade kanter på fjädrarna. Lätet är ett djupt hoande, ibland med en knappt hörbar inledningston.

## Utbredning och systematik
Sulawesimarkduva är endemisk för Sulawesi och delas in i tre underarter med följande utbredning:
- Gallicolumba tristigmata tristigmata – regnskog i norra och nord-centrala Sulawesi
- Gallicolumba tristigmata bimaculata – södra Sulawesi
- Gallicolumba tristigmata auripectus – syd-centrala och sydöstra Sulawesi

## Levnadssätt
Sulawesimarkduvan hittas inne i bergskogar. Där ses den enstaka eller i par födosöka på marken. När den störs springer den hellre iväg än tar till vingarna.

## Status och hot
Arten har ett stort utbredningsområde, men tros minska i antal, dock inte tillräckligt kraftigt för att den ska betraktas som hotad. Internationella naturvårdsunionen IUCN listar arten som livskraftig (LC).